# Oś Saska

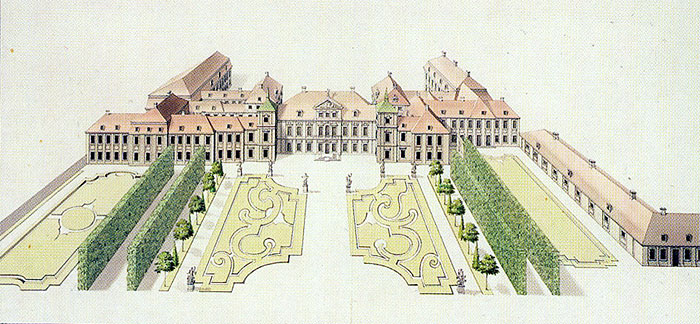
Pałac Saski, XVIII w.

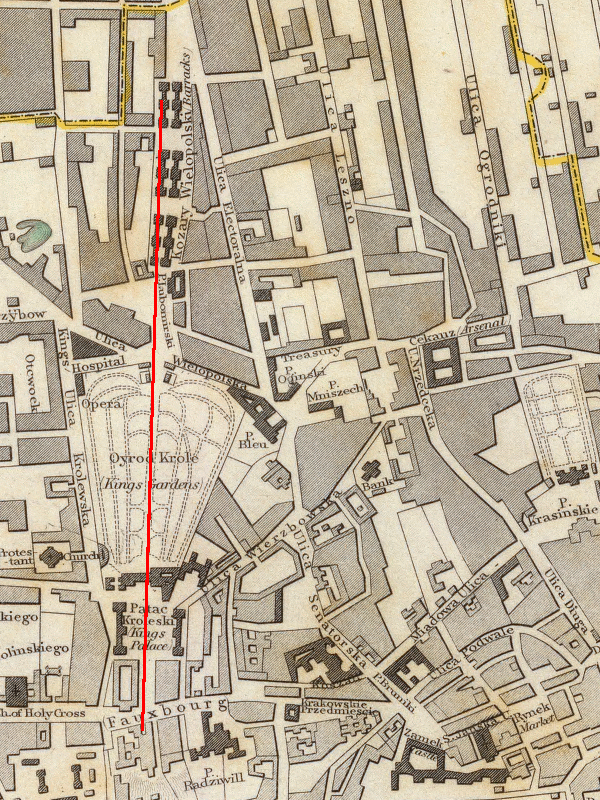
Oś Saska, plan Warszawy (1831)

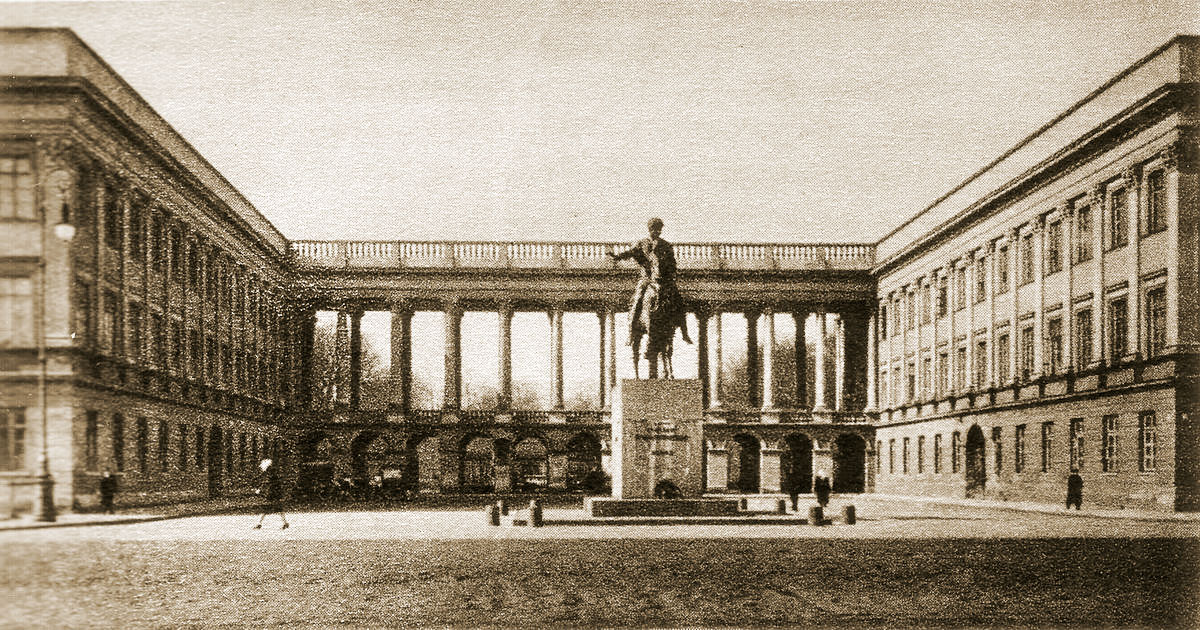
Pałac Saski (1930)

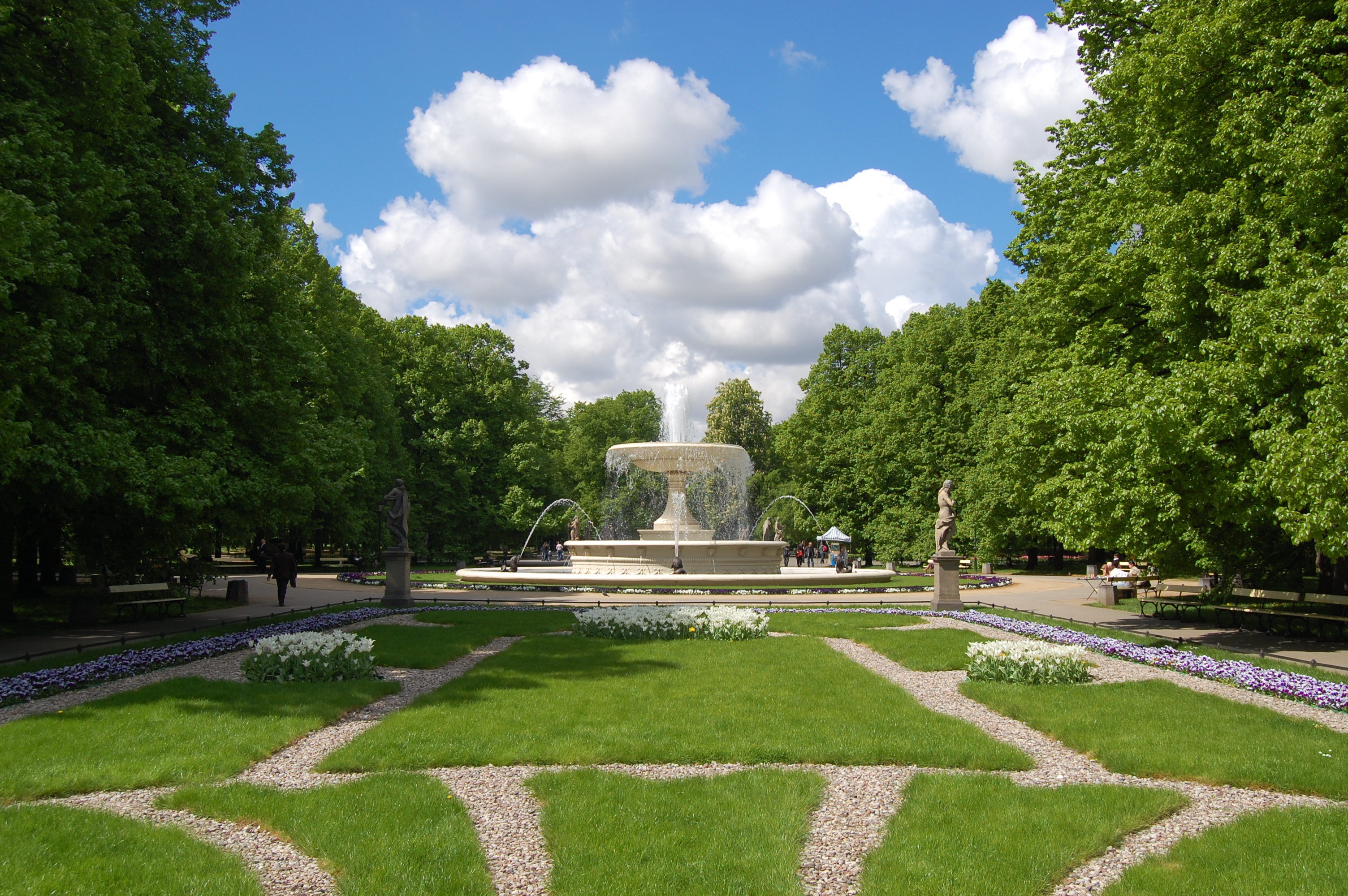
Fontanna w Ogrodzie Saskim

Oś Saska – barokowe założenie urbanistyczne XVIII-wiecznej Warszawy, związane z budową rezydencji królewskiej dla Augusta II Sasa – pałacu Saskiego. Z powodów finansowych i politycznych wiele zaprojektowanych elementów, które miały dopełniać oś, nie zostało wybudowanych.

## Opis
Autorami koncepcji i realizacji Osi Saskiej byli drezdeńscy architekci: Matthäus Daniel Pöppelmann, J. Naumann, Z. Longuelune, Joachim Daniel Jauch i Jan Zygmunt Deybel. 
Oś biegnie od Krakowskiego Przedmieścia do placu Żelaznej Bramy, przez Ogród Saski. Jej długość wynosiła ok. 1650 metrów. Przebiega wzdłuż linii łączącej dwa istotne miejsca związane z polską państwowością – kościół św. Wawrzyńca we wsi Wola (dawne pole elekcyjne) i wieś Kamion (miejsce pierwszej wolnej elekcji w 1573). 
Centralnym punktem założenia był pałac Saski wraz z ogrodem. Między Krakowskim Przedmieściem a pałacem Saskim powstał ogromny dziedziniec, który od stron północnej, wschodniej i południowej otoczono murem z bramami wjazdowymi z każdej strony. Od strony zachodniej wzniesiono Żelazną Bramę wjazdową z wielkimi żelaznymi wrotami, tak masywnie i kunsztownie wykonanymi, iż zmieniono nazwę placu Wielopole, znajdującego się przed bramą, na plac Żelaznej Bramy.
Oś Saska była pierwszym przedsięwzięciem regulacyjnym w Warszawie przeprowadzonym na tak dużą skalę. Przyczyniło się ono m.in. do rozbudowy miasta w kierunku zachodnim i przekształcenia ulic Chłodnej i Wolskiej w ważne arterie miejskie.

## Realizacja
Prace nad Osią Saską trwały niemal 40 lat – kształtowanie założenia architektonicznego Osi Saskiej trwało początkowo od 1713 do początków lat 20. XVIII wieku, w drugim etapie od 1717 do śmierci Augusta II i ostatecznie zostało ukończone przez Augusta III w latach 30. i 40. XVIII wieku. 
Obszar przeznaczony pod realizację założeń Osi Saskiej wypełniony był przed 1713 chaotycznie rozmieszczonymi budowlami o niewielkiej wartości architektonicznej, z których większość wyburzono uzyskując teren przypominający w zarysach pięcioboczny wachlarz. Centrum Osi Saskiej przechodziło przez zaprojektowany wcześniej przez Tylmana z Gameren pałac i tzw. oś morsztynowską, którą wykorzystano przy projektowaniu nowego założenia krajobrazowego. Po wyburzeniu terenu uzyskano 17-hektarowy plac, w którym urządzono park, ze zbiegającymi się w jego centrum 5 głównymi arteriami, gdzie w 1724 postawiono pawilon nazwany Wielkim Salonem. W 1727 środkowa część ogrodu została udostępniona ludności Warszawy, a rok później została także wzbogacona o liczne posągi antycznych postaci.
W latach 1839–1842 dokonano kolejnej przebudowy pałacu Saskiego w stylu klasycystycznym, rozbierając część środkową pałacu i dodając w tym miejscu kolumnadę według projektu architekta Adama Idźkowskiego.

## Oś Saska w okresie II Rzeczypospolitej
2 listopada 1925 pod arkadami kolumnady pałacu Saskiego powstał Grób Nieznanego Żołnierza. 
Na placu przed kolumnadą ustawiono w roku 1923 pomnik Księcia Józefa Poniatowskiego, dzieło Bertela Thorvaldsena, gdzie przetrwał aż do wysadzenia go przez Niemców po upadku powstania warszawskiego.
W latach 1924–1926 rozebrano stojący pośrodku placu Saskiego sobór pod wezwaniem św. Aleksandra Newskiego, zbudowany w latach 1894–1912.

## Oś Saska po roku 1945
W okresie od 30 marca do 18 maja 1970 przesunięto i ustawiono na Osi Saskiej stojący dotychczas na uboczu pałac Lubomirskich. Przesunięcie po łuku wraz z obrotem zabytkowego budynku było największą tego rodzaju akcją w powojennej Warszawie.
W roku 1985 przed pałacem Lubomirskich wzniesiono pomnik „Poległym w Służbie i Obronie Polski Ludowej” autorstwa Jana Bohdana Chmielewskiego. Warszawiacy nadali mu żartobliwą nazwę „Pomnika Utrwalaczy” lub „Ubelisku”. Pomnik przetrwał tylko 6 lat, został rozebrany w roku 1991. 
W listopadzie 2010 na miejscu po zburzonym pomniku „Poległym w Służbie i Obronie Polski Ludowej” wzniesiono pomnik Tadeusza Kościuszki, stanowiący dokładną kopię pomnika zbudowanego w roku 1910 w Waszyngtonie, autorstwa Antoniego Popiela.
W 2021 roku Sejm uchwalił ustawę, na podstawie której mają zostać odbudowane pałac Saski, pałac Brühla oraz kamienice przy ulicy Królewskiej.